# Уайт, Брайан (математик)
Брайан Уайт — американский математик, специалист в области дифференциальной геометрии и геометрической теории меры.
Профессор математики и бывший заведующий кафедрой математики Стэнфордского университета.

## Биография
Уайт окончил Йельский университет в 1977 году, став лучшим студентом Йельского университета по естественным наукам.
Получил степень доктора философии в Принстонском университете в 1982 году, защитив диссертацию о минимальных поверхностях под руководством Фредерика Дж. Альмгрена.
После постдокторских исследований в Институте математических наук Куранта Нью-Йоркского университета, с 1983 года преподаёт в Стэнфорде.

## Вклад
- Сыграл ключевую роль в решении гипотезы о двойном пузыре, о том, что оболочка с минимальной площадью ограничивающая два объёма образована из трех сферических участков, встречающихся по кругу и образующих двугранные углы 2π/3 друг с другом. Он доказал, что оптимальная плёнка есть поверхность вращения.

- Первым использовал обобщённую формулу монотонности, сыгравшей ключевую роль в доказательстве того что мимимальный диск ограниченный кривой с вариацией поворота меньше {\displaystyle 4{\cdot }\pi } является вложенной.[4]

## Признание
- Стипендия Слоуна в 1985 году[5]
- Стипендия Гуггенхайма в 1999 году[6].
- Приглашенный докладчик на Международном конгрессе математиков в 2002 году.[7][8]
- В 2012 году он был избран одним из первых стипендиатов Американского математического общества[9]